# Ferenc Móra

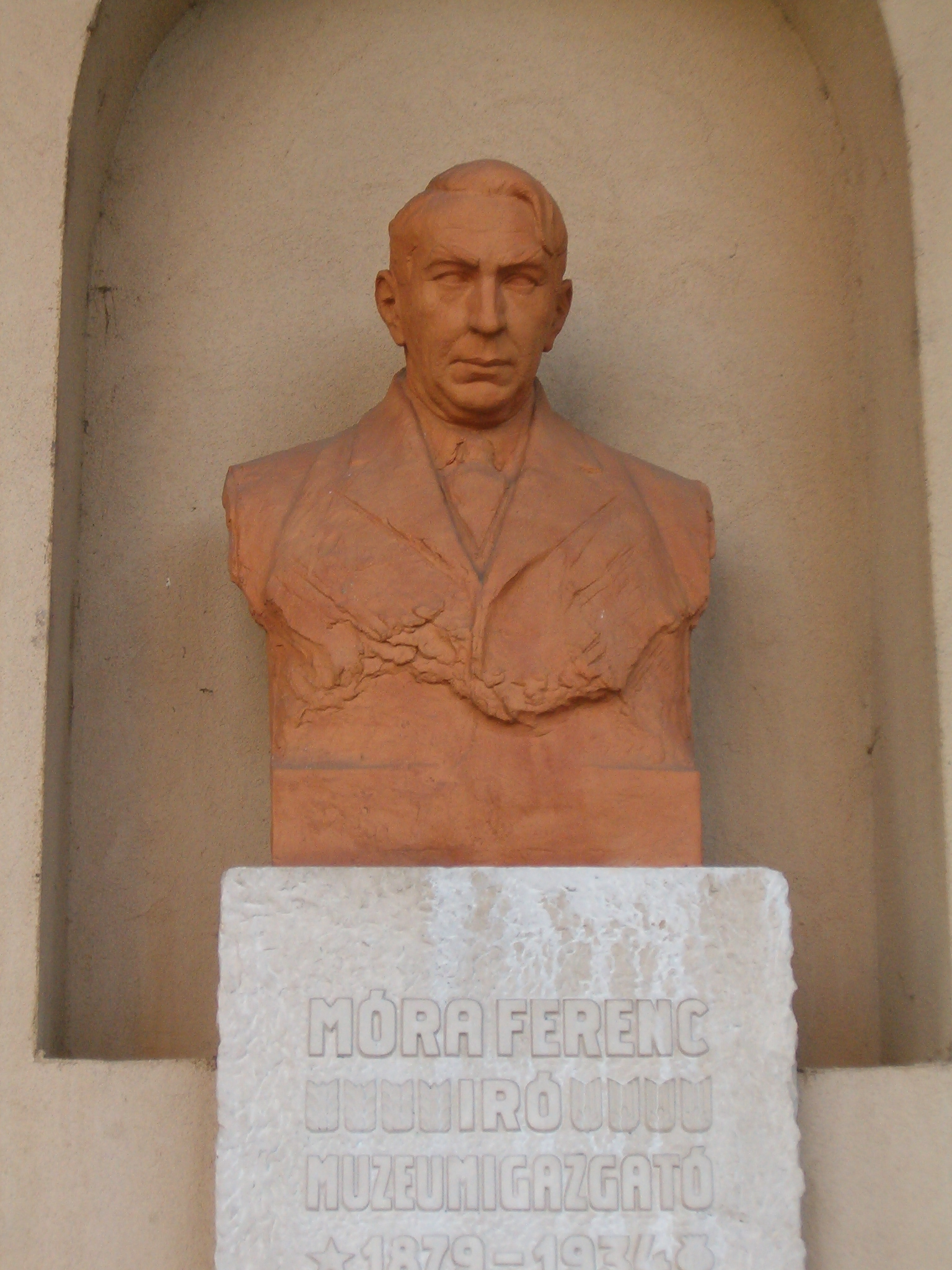
Byst av Ferenc Móra.

Ferenc Móra, född 19 juli 1879 i Kiskunfélegyháza, död 8 februari 1934 i Szeged, var en ungersk journalist, författare, historiker, arkeolog och museolog. 
Han levde och verkade i staden Szeged där han en längre tid förestådde stadens museum vars samlingar han utökade genom talrika utgrävningar. Därmed bidrog han till att klarlägga Karpat-bäckenets tidiga historia. Han kallade museet ofta för Kulturpalatset. Som journalist var han berömd för sina ofta satiriska kolumner, som författare för sina talrika sagor, många av dem flerbottnade.
Han var en av den ungerska litteraturens riktigt stora och produktiva berättare. I sina noveller och romaner skildrade han först och främst folklivet och sociala problem bland bönder och torpare på det ungerska slättlandet. Hans viktigaste romaner är Ének a búzamezőkről (Säden susar, översättning Valdemar Langlet, Norstedt, 1938) och Aranykoporsó ("Guldkistan", 1932)..